# Spelobia robinsoni
Spelobia robinsoni är en tvåvingeart som beskrevs av Marshall 1985. Spelobia robinsoni ingår i släktet Spelobia och familjen hoppflugor. Inga underarter finns listade i Catalogue of Life.